# Mondovisione
Mondovisione är den italienska italo disco-duon Righeiras fjärde och sista studioalbum, släppt den 2 februari 2007 via skivbolaget SAIFAM.

## Låtlista
| Nr           | Titel                       | Längd |
| ------------ | --------------------------- | ----- |
| 1.           | "Accendi la televisione"    | 3:49  |
| 2.           | "Inizio delle trasmissioni" | 0:41  |
| 3.           | "Tu sei sul video"          | 3:09  |
| 4.           | "Futurista"                 | 3:38  |
| 5.           | "La musica electronica"     | 3:29  |
| 6.           | "Il numero che non c'è"     | 3:19  |
| 7.           | "Electro Felicity"          | 4:01  |
| 8.           | "Invisibile"                | 3:17  |
| 9.           | "La mujer que tu quieres"   | 2:56  |
| 10.          | "China Disco"               | 3:48  |
| 11.          | "Die Wende"                 | 4:04  |
| 12.          | "Il destino di una nazione" | 3:21  |
| 13.          | "Mondovisione"              | 3:43  |
| 14.          | "Fine delle trasmissioni"   | 3:22  |
| Total längd: | Total längd:                | 46:37 |

## Medverkande
Righeira
- Johnson Righeira – sång
- Michael Righeira – sång